# Monticolomys koopmani
Monticolomys koopmani (лат.) — вид грызунов из семейства Nesomyidae, единственный в роде Monticolomys. Обитает на возвышенностях восточного Мадагаскара.
Monticolomys koopmani напоминает внешне небольшую мышь. Окрас верхней части тёмно-коричневый, нижней — светло-серый. Уши маленькие, закруглённые, густо покрытые волосками. Лапки широкие с хорошо развитыми подушечками. Хвост длинный, без кисточки. Череп не имеет сагиттального гребня.
Представители Monticolomys koopmani были впервые обнаружены в 1929 году, но формальное описание его было проведено лишь в 1996 году. Известно, что ареал вида весьма широк и включает в себя как горные лесистые области, так и обрабатываемые людьми саванные области. Питается фруктами и зёрнами. Хорошо лазает по деревьям, но обитает также и на земле. Несмотря на то, что разрушение среды обитания может представлять угрозу этому виду, охранный статус по данным МСОП — «Вызывающие наименьшие опасения» (LC).